# SN 1982A
SN 1982A – niepotwierdzona supernowa odkryta 19 stycznia 1982 roku w galaktyce M-05-28-17. W momencie odkrycia miała maksymalną jasność 16,50m.